# Zwanenburg (Haarlemmermeer)
Zwanenburg is een dorp in de gemeente Haarlemmermeer, in de Nederlandse provincie Noord-Holland met (in 2023) 8.035 inwoners.
Zwanenburg vormt feitelijk een dubbeldorp met Halfweg, maar Halfweg behoort historisch bij de gemeente Haarlemmerliede en Spaarnwoude en Zwanenburg bij de gemeente Haarlemmermeer. Sinds de fusie van beide gemeenten per 1 januari 2019 liggen beide dorpen in de gemeente Haarlemmermeer.
Het dorp Zwanenburg is in 1913 vernoemd naar Gemeenlandshuis Swanenburg in Halfweg, dat eertijds dienstdeed als gemeenlandshuis van Rijnland. In 1863 werd hierin de suikerfabriek Holland, nog later CSM, gevestigd.
De Ringvaart van de Haarlemmermeerpolder scheidt de beide dorpen, die door enkele bruggen worden verbonden. Dit zijn: de brug Halfweg (eigenlijk naamloos) die de dorpskernen verbindt (tussen de Dennenlaan en de Oranje Nassaustraat), de Weerenbrug (tussen de Weerenweg in Zwanenburg West en de Haarlemmerstraatweg) en de Bietenbrug (fietsbrug van de Domineeslaan naar SugarCity).
De volgende wijken worden onderscheiden: Zwanenburg Zuid, Zwanenburg Noordoost en Zwanenburg West.
Zwanenburg dankt zijn bestaan aan de vestiging van landarbeiders na de drooglegging van Haarlemmermeer. Deze mensen bouwden hun huizen onderaan de dijk op de goedkopere gronden. De ontwikkeling van Zwanenburg is niet los te zien van die van Halfweg. In de jaren na de Eerste Wereldoorlog vond er een uitbreiding plaats van het dorp, en in de jaren 60 werd Zwanenburg nog verder uitgebreid.
Zwanenburg ligt onder de aanvliegroute van de Zwanenburgbaan en Polderbaan van de Luchthaven Schiphol.
Aan de zuidkant van het dorp is een park van 35 hectare aangelegd, tussen de Ringvaart (Lijnderdijk), Westrandweg, IJweg (N519) en Olmenlaan. Het gebied van het voormalige buitenzwembad vormt de entree vanaf de Lijnderdijk. Park Zwanenburg werd in 2010 geopend.

## Geboren
- Leen Buis (1906-1986), wielrenner
- Pieter Uitermark (1940-2019), econoom
- Ad Lagendijk (1947), natuurkundige
- Hans van den Ban (1950), beeldhouwer
- Peter Pieters (1962), wielrenner

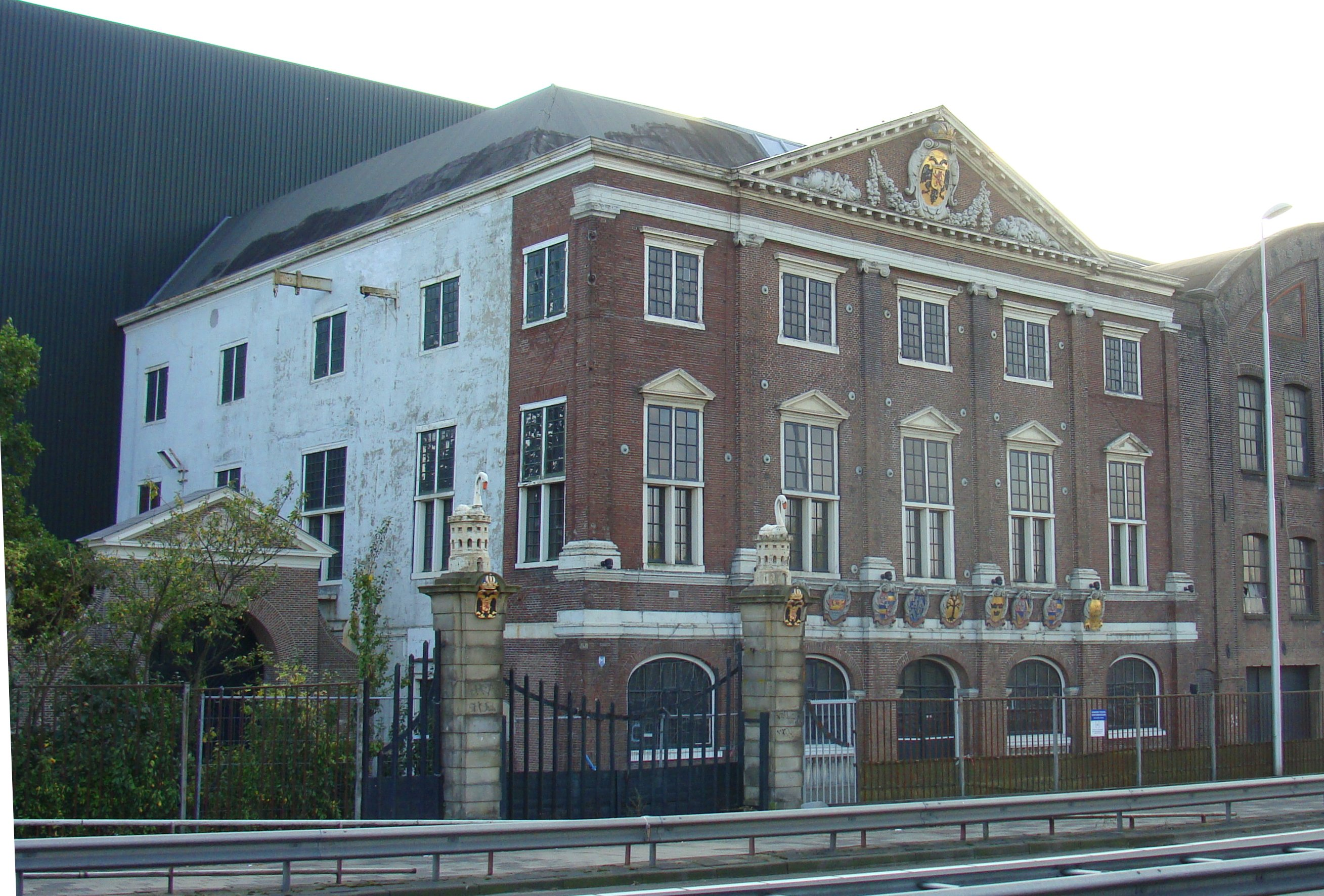
Voormalig Gemeenlandshuis Swanenburg.
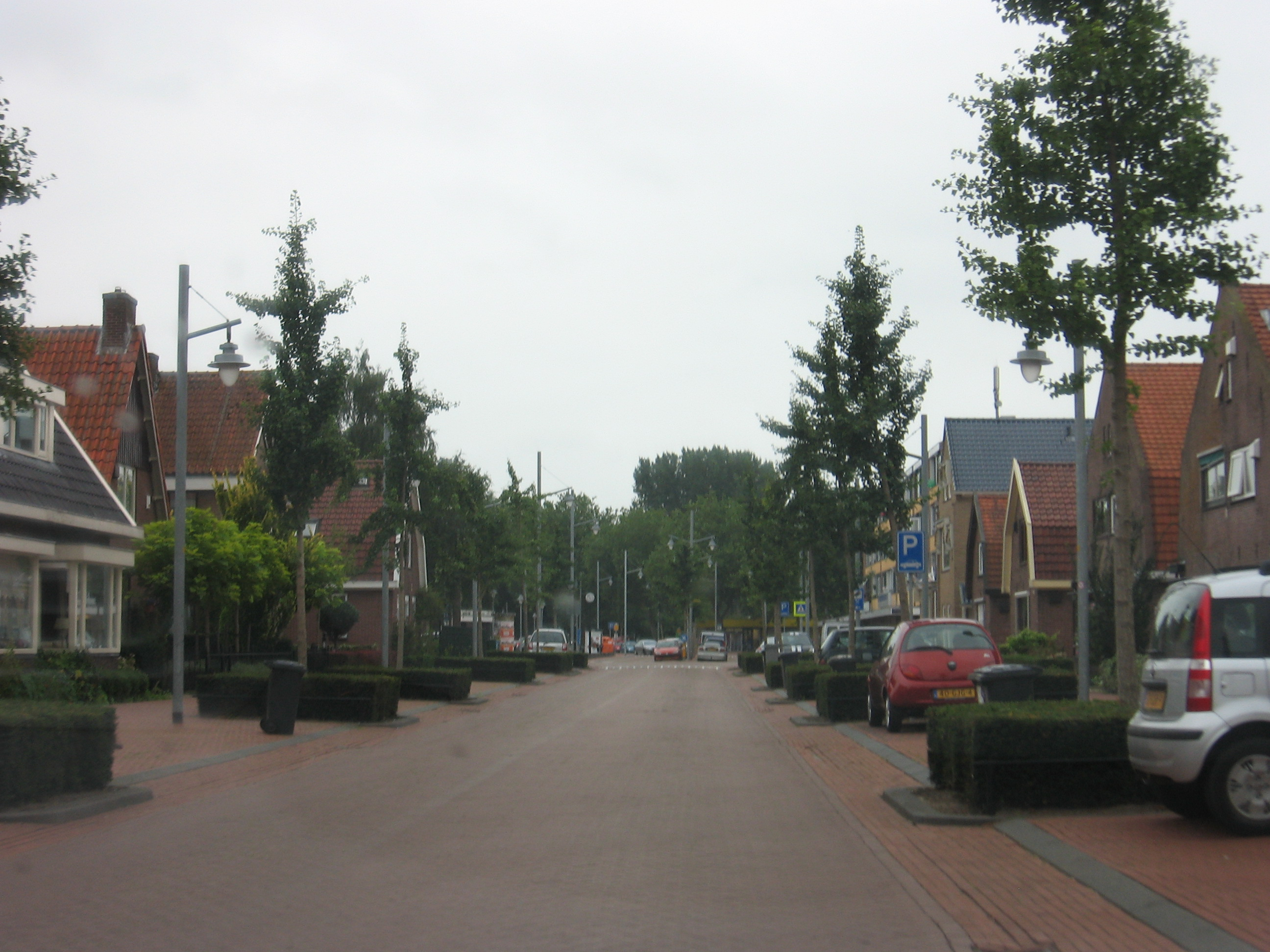
Doorgaande weg in Zwanenburg.
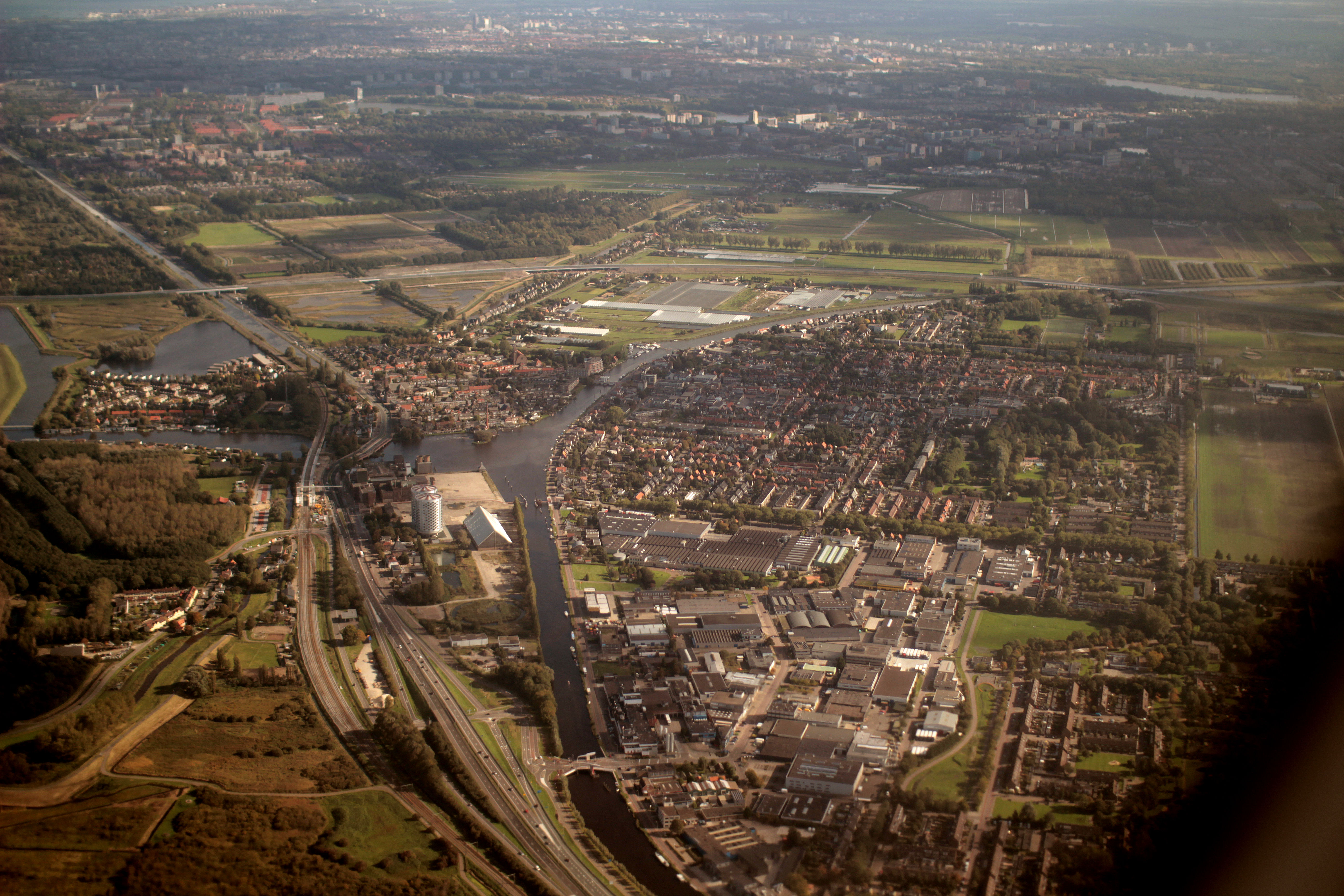
Zwanenburg gezien na een start vanaf de Polderbaan. Het dorp wordt begrensd door de Ringvaart.

Plaatsen: Abbenes · Badhoevedorp · Beinsdorp · Buitenkaag · Burgerveen · Cruquius · Haarlemmerliede · Halfweg · Hoofddorp · Leimuiderbrug · Lijnden · Lisserbroek · Nieuw-Vennep · Rijsenhout · Rozenburg · Schiphol · Schiphol-Rijk · Spaarndam-Oost · Spaarnwoude · Vijfhuizen · Weteringbrug · Zwaanshoek · Zwanenburg

Gehuchten en buurtschappen: Aalsmeerderbrug · Boesingheliede · Cruquius-Oost · De Hoek · Huigsloot · 't Kabel · De Liede · Nieuwebrug · Nieuwe Meer · Oude Meer · Penningsveer · Schiphol-Oost · Vinkebrug · Vredeburg · Weberbuurt

Voormalige gemeente: Haarlemmerliede en Spaarnwoude

Noord-Holland: Steden en dorpen      Nederland: Provincies · Gemeenten